# Инкино (Томская область)
И́нкино — село в Колпашевском районе Томской области, Россия. Административный центр Инкинского сельского поселения.

## География
Село находится в северной части Колпашевского района, на берегу протоки Инкинский Исток, к северу от Инкина соединяющейся с рекой Вьюжный Исток, а с юго-восточной — с рекой Шуделька. На картах XX в. отмечается Инкинский яр. В нескольких километрах восточнее от села протекает Обь, а с запада — пролегает трасса Каргала — Парабель — Каргасок, являющаяся ответвлением от трассы 398 Томск — Колпашево. Буквально сразу с запада к селу примыкает деревня Пасека. В Инкине находится географический центр Томской области.

## История
Деревня возникла в начале XIX века. Основали её жители села Тогурского — Пшеничников, Коновалов и селькупы Панов и Коченгин, назвали Инкиной, так как она находилась на земле, принадлежащей Инкиным юртам. Селение Инкины юрты возникло значительно раньше: уже в 1710 году в Нарымском уезде отмечают юрты Секенака Инкова.

### Инкинское культовое место селькупов
Было расположено в десяти км от с. Инкино, на Шапошном острове. На этом острове в конце XIX в. находилось культовое место обских остяков. Здесь, был поставлен большой чугунный котёл, куда остяки клали приклады. Котёл прикрывался «шапкой», т.е. круглым металлическим диском. На этом месте О. М. Ушаков находил узорчатые черепки и каменное изображение рыбы. Каменная рыба находится в Томском областном музее.

## Население
| 1920 | 1926 | 2002 | 2010 | 2012 | 2013 | 2014 |
| ---- | ---- | ---- | ---- | ---- | ---- | ---- |
| 393  | ↗526 | ↗694 | ↘607 | ↘604 | ↘588 | ↘564 |
| 2015 | 2021 |      |      |      |      |      |
| ↘557 | ↘462 |      |      |      |      |      |

## Социальная сфера и экономика
В посёлке работают общеобразовательная школа, фельдшерско-акушерский пункт, культурно-досуговый центр и библиотека. Действует приход Животворящей Троицы.
Основу местной экономической жизни составляют сельское и лесное хозяйство и розничная торговля.